# Барс (полупрам, 1789)
«Барс» — полупрам Балтийского флота Российской империи, участник русско-шведской войны 1788—1790 годов в том числе первого Роченсальмского и Фридрихсгамского сражений. Во время последнего получил серьёзные повреждения, был оставлен экипажем и захвачен шведским флотом.

## Описание судна
Деревянный парусно-гребной полупрам специальной постройки. Длина судна составляла 30,5 метра, ширина — 9,2 метра, а осадка — 2,2 метра. Вооружение судна по сведениям из различных источников могли составлять от 26 до 34 орудий, включавших восемнадцать 24-фунтовых, восемь—девять 6-фунтовых пушек и семь 3-фунтовых фальконетов.

## История службы
Полупрам «Барс» был заложен 24 октября (4 ноября) 1788 года на стапеле Галерной верфи в Санкт-Петербурге и после спуска на воду 11 (22) мая 1789 года вошёл в состав Балтийского флота России. Сведений о кораблестроителях, строивших судно, не сохранилось.
Принимал участие в русско-шведской войне 1788—1790 годов. 13 (24) июня 1789 года покинул Кронштадтский рейд в составе гребной эскадры и взял курс к Фридрихсгаму вдоль северного берега Финского залива. 24 (13) и 14 (25) августа в составе эскадры вице-адмирала принца К. Г. Нассау-Зигена принимал участие в первом Роченсальмском сражении. Осенью 1798 года был оставлен во Фридрихсгаме на зимовку, однако в гавань войти не смог из-за большой осадки, поэтому был вынужден зимовать на рейде.
4 (15) мая 1790 года был включен в отряд капитана 1-го ранга П. Б. Слизова, в составе которого принимал участие во Фридрихсгамском сражении. В течение четырех часов вёл бой с превосходящими силами противника. После того как полупрам получил серьёзные повреждения, а весь боезапас был израсходован, экипаж поджёг и покинул судно. Однако, после того как полупрам был оставлен, он был захвачен шведскими войсками, которым удалось погасить пожар и взять судно в качестве приза.

## Командиры судна
Командирами полупрама «Барс» разное время служили:
- Д. П. Казин (до сентября 1789 года);
- М. П. Казин (с сентября 1789 года);
- Д. Дон (1790 год).

### Комментарии
1. ↑  100 футов[1].
2. ↑  30 футов[1].
3. ↑  7 футов 3 дюйма[1].
4. ↑  По количеству судов в 2,5 раза, по числу орудий в 4 раза[2].